# Hammud ibn Muhammad ibn Said

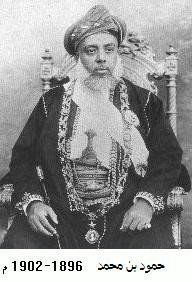
Sultan Hammud ibn Muhammad

Sayyid Hammud ibn Muhammad ibn Said al-Busaid (arabisch حمود بن محمد بن سعيد البوسعيد, DMG Ḥammūd b. Muḥammad b. Saʿīd al-Būsaʿīd; * 1853; † 18. Juli 1902) war von 1896 bis 1902 Sultan von Sansibar.

## Leben
Hammud war ein Sohn des omanischen Prinzen Muhammad ibn Said und somit Enkel des Sultans Said ibn Sultan von Oman und Sansibar. Nach dem Tod seines Cousins Hamad ibn Thuwaini ibn Said wurde er 1896 von der britischen Protektoratsmacht zum Sultan von Sansibar bestimmt. 
Hammud war verheiratet mit seiner Cousine Chanfura bint Madschid, der Tochter des Sultans Madschid bin Said von Sansibar, und regierte vom 27. August 1896 bis zu seinem Tode. Zunächst aber mussten die Briten im Britisch-Sansibarischen Krieg einen anderen Cousin und Thronanwärter, Chalid ibn Barghasch, vertreiben. Als sich Ende 1896 in Mogadischu (das 1892 an Italien verpachtet worden war, aber formal weiterhin unter der Oberhoheit Sansibars stand) die Somalier gegen die Italiener erhoben (Lafoole-Massaker), mischte sich Hammud nicht ein. 
1897 erließ Hammud zusätzliche Gesetze, die den schon zuvor verbotenen, aber illegal weiterlaufenden Sklavenhandel endgültig aufhoben und wurde dafür als Knight Grand Commander des Order of the Star of India ausgezeichnet.
Hammuds Nachfolger als Sultan wurden 1902 sein Sohn Ali ibn Hammud, der in England ausgebildet worden war, bzw. 1911 sein Schwiegersohn Chalifa ibn Harub ibn Thuwaini, der mit Hammuds Tochter Matika verheiratet war. 
Hammuds Tochter Baschan war verheiratet mit einem Sohn des früheren Sultans Ali ibn Said.